# Ramsden Crays
Ramsden Crays is een civil parish in het bestuurlijke gebied Basildon, in het Engelse graafschap Essex. In 2001 telde het dorp 1085 inwoners.